# Bacuag
Bacuag is een gemeente in de Filipijnse provincie Surigao del Norte op het eiland Mindanao. Bij de laatste census in 2007 telde de gemeente ruim 13 duizend inwoners.

## Geografie

### Bestuurlijke indeling
Bacuag is onderverdeeld in de volgende 9 barangays:
| - Cabugao - Cambuayon - Campo - Dugsangon - Pautao | - Payapag - Poblacion - Pungtod - Santo Rosario |

## Demografie
Bacuag had bij de census van 2007 een inwoneraantal van 13.066 mensen. Dit zijn 860 mensen (7,0%) meer dan bij de vorige census van 2000. De gemiddelde jaarlijkse groei komt daarmee uit op 0,94%, hetgeen lager is dan het landelijk jaarlijks gemiddelde over deze periode (2,04%). Vergeleken met de census van 1995 is het aantal mensen met 757 (6,1%) toegenomen.

De bevolkingsdichtheid van Bacuag was ten tijde van de laatste census, met 13.066 inwoners op 95,85 km², 128,4 mensen per km².

## Geboren in Bacuag
- Nereo Odchimar (1940-2024), rooms-katholiek bisschop.